# 西爾曼格羅夫 (印地安納州)
西爾曼格羅夫（英語：Sylvan Grove）是位於美國印地安納州克拉克縣的一個非建制地區。該地的面積和人口皆未知。

## 地理
西爾曼格羅夫的座標為38°28′04″N 85°44′11″W / 38.46778°N 85.73639°W，而該地的平均海拔高度為156米（即512英尺）。